# Садиба Іпсіланті
Садиба Іпсіланті — пам'ятка архітектури 18 ст. в Києві (вул. Івана Мазепи, 6).

## Історія
Будинок споруджено 1798 р. у стилі класицизму для коменданта Печерської фортеці П. Л. Вігеля. В 1807-16 рр. в цьому будинку оселився з родиною К. Іпсіланті — господар Молдови (1799—1802) та Валахії (1802—1806), учасник грецького антитурецького визвольного руху. Знайшов у Києві притулок після придушення турками визвольного повстання у Молдові та Валахії. Помер у Києві, був похований у Георгіївській церкві (надгробок; ймовірно, скульп. С. С. Пименов, за ін. даними А.Канова). Після смерті Іпсіланті в будинку деякий час жили його сини.
Провулок з тильного боку садиби названо Іпсілантіївським (тепер вул. Аістова).
1833 року садибу придбала Києво-Печерська лавра.
У 1860—1870 роках до споруди добудували поверх та розмістили в ній іконописну майстерню. Окрім цього, до будинку було добудовано два флігелі.
1979 року будівлі-садибі надали статус пам'ятки архітектури, а у 2011 р. статус отримали два флігелі.
До реставрації приміщення займав ресторан «Ханой».
2014 року садибу придбало ТОВ "Торговий дім «Еко-Сервіс» за 24,24 млн грн.

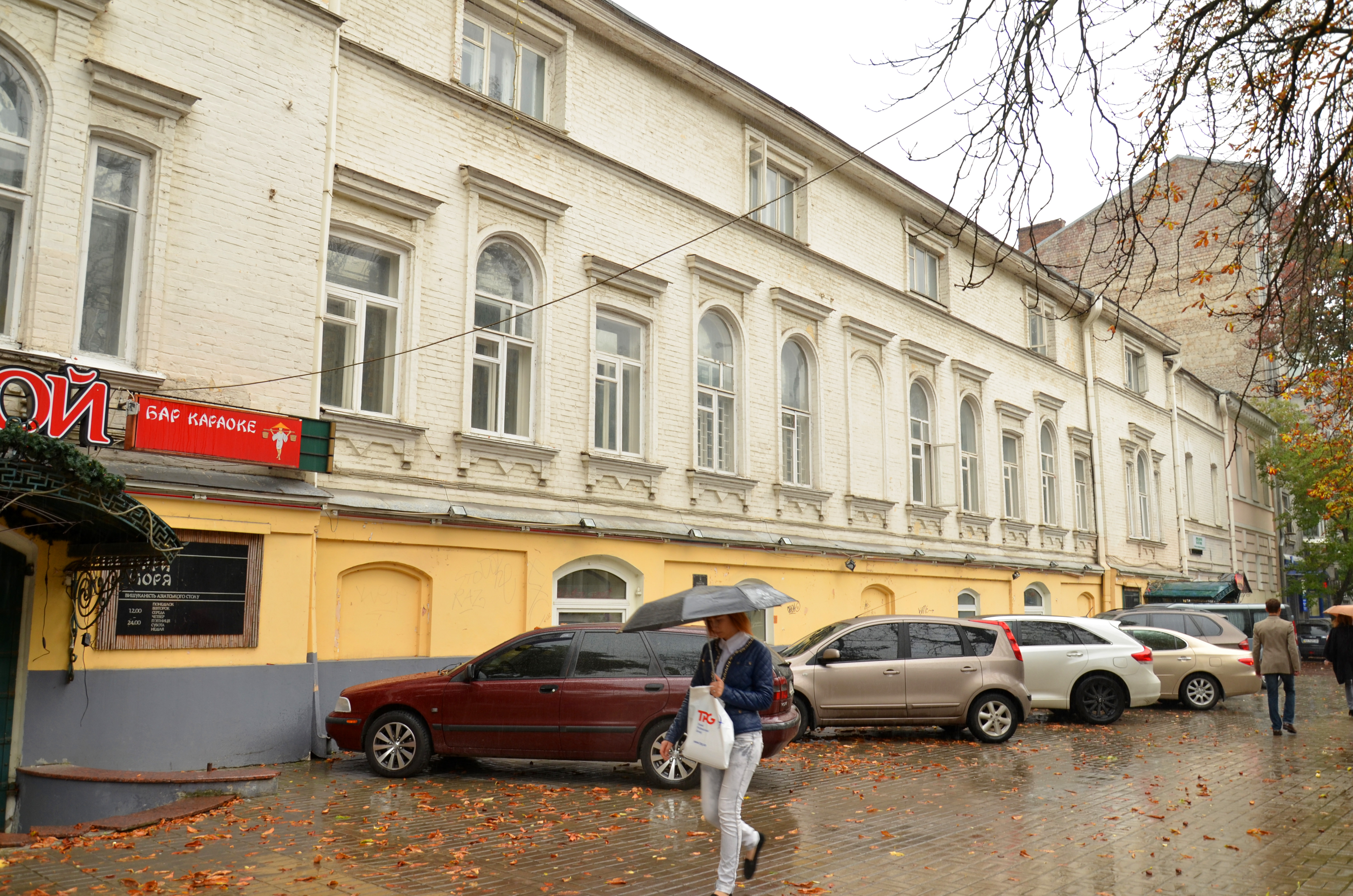
ресторан «Ханой», 2013
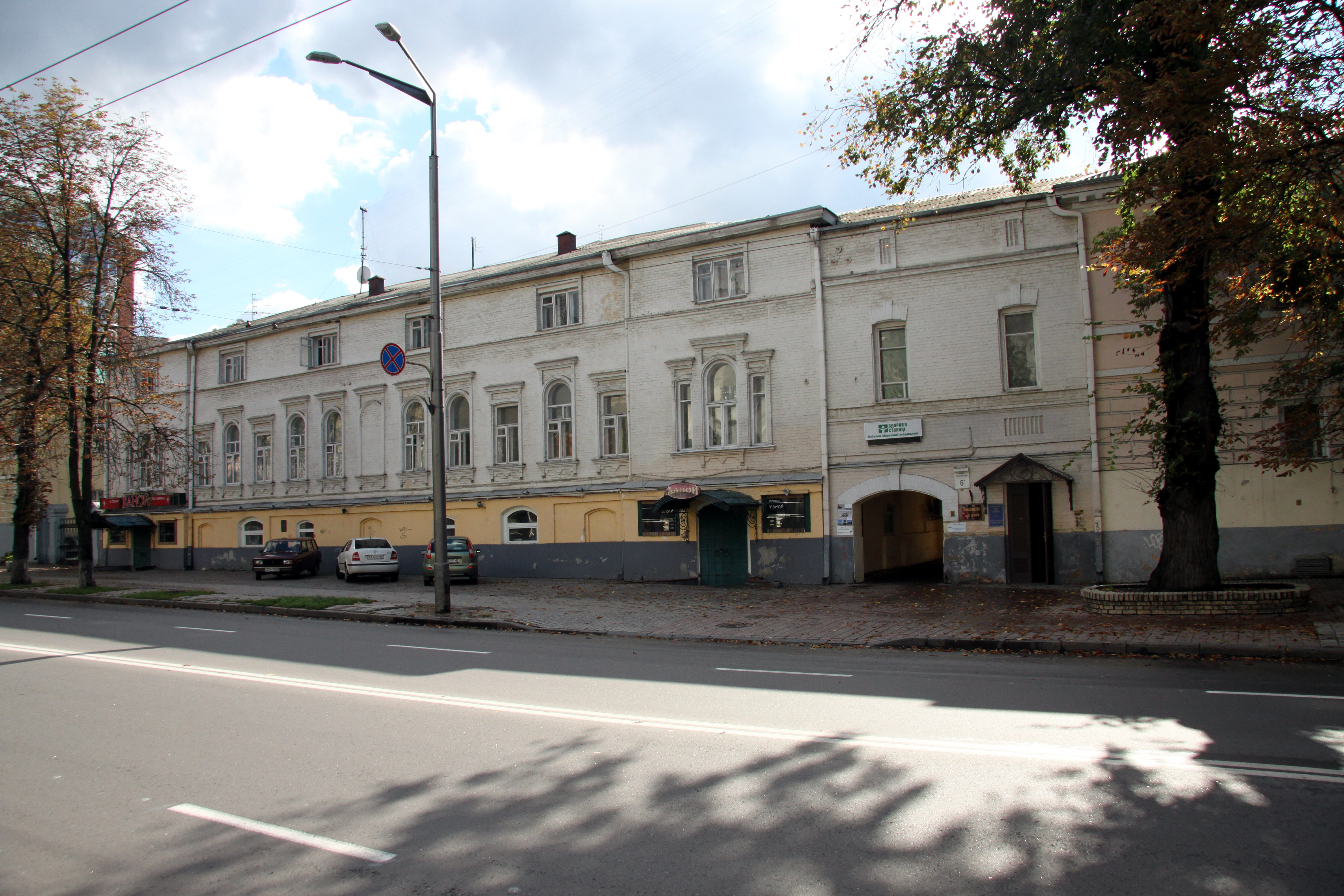
2013 рік
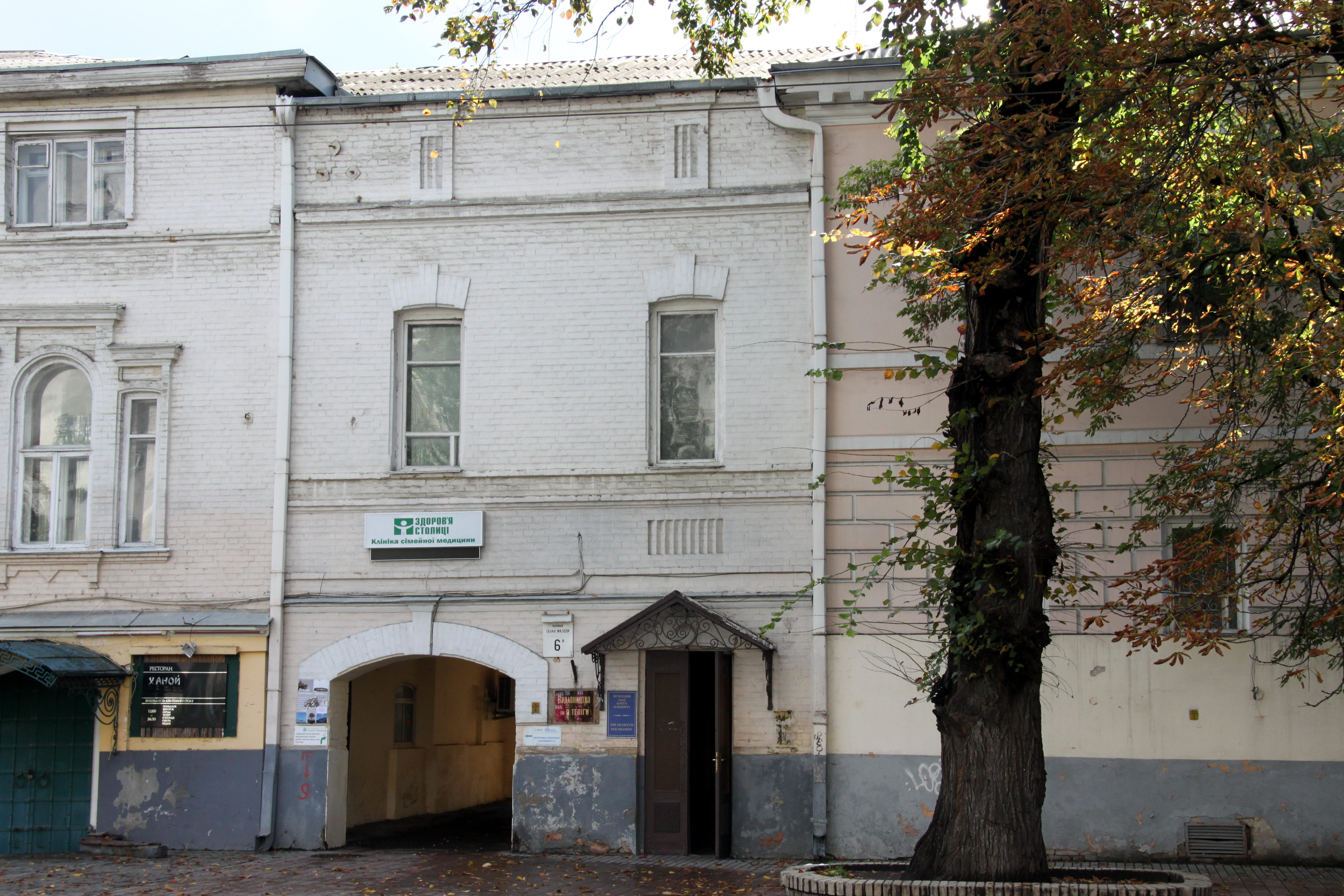
північний флігель
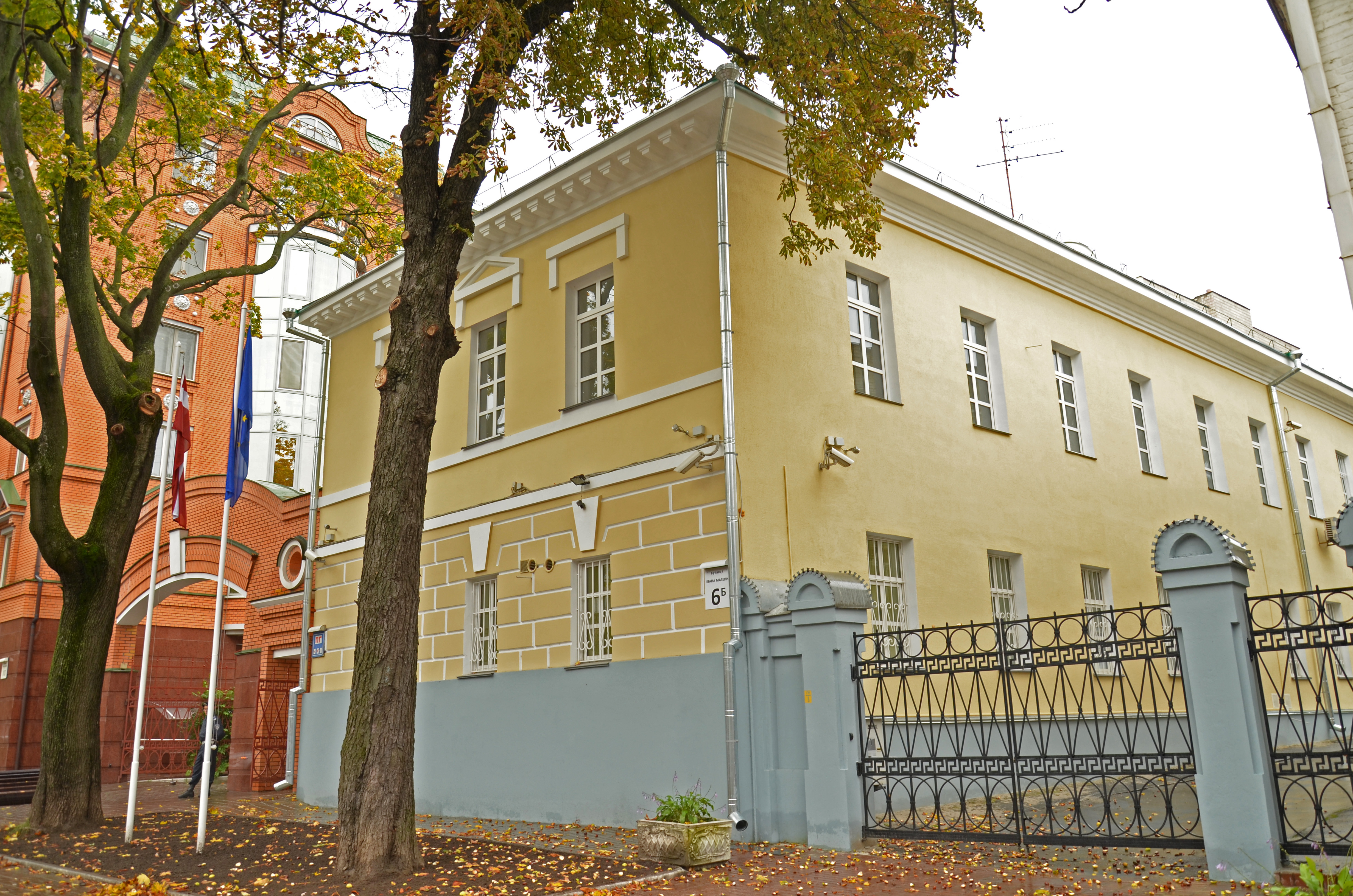
посольство Латвії у спорудженому окремо південному флігелі

## Відновлення садиби
У листопаді 2017 року ТОВ «Садиба Іпсіланті» розпочало реставрацію садиби. Генеральним підрядником став проєктно-будівельний концерн «Укрмонолітспецбуд», а генеральним проєктувальником — Творча архітектурна майстерня Юрія Лосицького. Було передбачено повернути споруді портик і прибрати верхній поверх. За словами головного архітектора проєкту Юрія Лосицького, «випадок, коли у будівлі забирається поверх для реставрації — унікальний».
31 серпня 2020 року оголосили про завершення реконструкції і повернення споруді первісного вигляду.